# Zelomorpha xanthostigma
Zelomorpha xanthostigma är en stekelart som först beskrevs av Szepligeti 1902.  Zelomorpha xanthostigma ingår i släktet Zelomorpha och familjen bracksteklar. Inga underarter finns listade i Catalogue of Life.